# ریلا (شهر)
ریلا شهری در استان کیوستندیل کشور بلغارستان است که جمعیت آن در سال ۲۰۰۱ میلادی ۲٬۹۵۹ نفر بوده‌است.